# William Hamilton (diplomatico)
Sir William Douglas Hamilton (Henley-on-Thames, 13 dicembre 1730 – Londra, 6 aprile 1803) è stato un archeologo, diplomatico, antiquario e vulcanologo britannico.

## Biografia

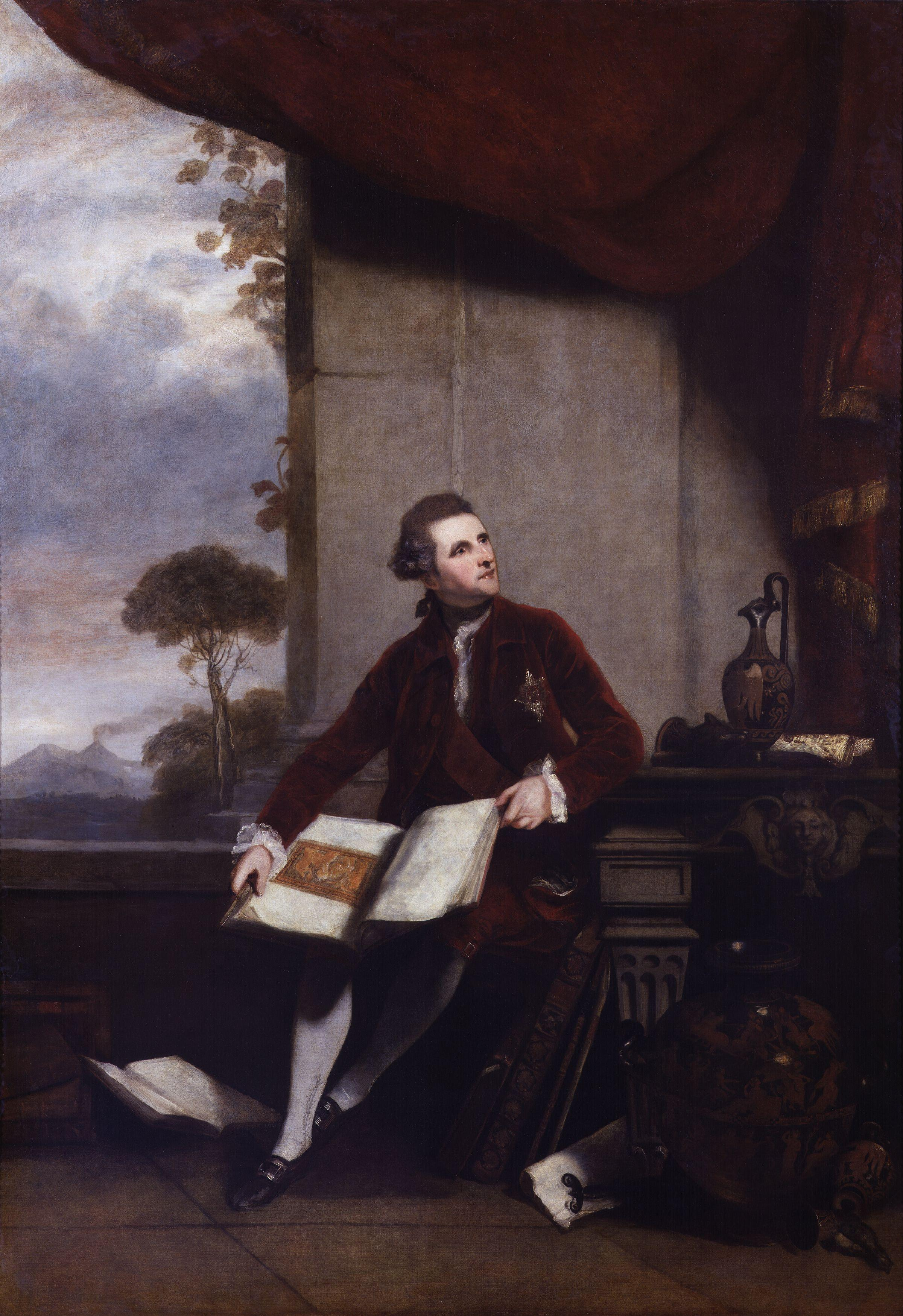
Joshua Reynolds, Ritratto di Sir William Hamilton, 1776-77, Londra National Portrait Gallery.

Figlio di Lord Archibald (ultimogenito di William Douglas, duca di Hamilton e di Anne Hamilton, III duchessa di Hamilton), governatore della Giamaica, servì sotto le armi dal 1747, andandosene dopo il matrimonio con Catherine Barlow, figlia di Hugh Barlow, celebrato il 25 gennaio 1758.
Ambasciatore inglese presso la corte di Napoli dal 1764 al 1800, rimase vedovo il 25 agosto del 1782. In questo periodo studiò le attività vulcaniche e i terremoti, scrisse un libro su Pompei, acquistò il ricco museo del conte di Pianura Francesco Grassi, si interessò alle perdute collezioni degli Acquaviva d'Atri e raccolse una notevole collezione di vasi antichi, parte trasferita nel 1772 al British Museum.
Le Antiquités étrusques, grecques et romaines vennero pubblicate a Napoli nel 1766-67, con 436 tavole incise, di cui 179 acquarellate in rosso e nero con ritocchi di bianco e di azzurro, eseguite da Pietro Bracci, mentre Pierre-François Hugues d'Hancarville aveva curato il testo e la pubblicazione.  Appassionato del Vesuvio, come racconta Susan Sontag nel suo libro “L’amante del Vesuvio”, nel 1776 commissiona all’incisore Pietro Fabris una catalogazione delle pietre laviche vesuviane, con stampe acquerellate a mano e raccolte nel volume “Campi Flegrei”.
Si sposò con Emma Lyon il 6 settembre 1791 a Londra, lui di 60 anni lei di 26. Ella ebbe in seguito un'intensa relazione sentimentale con l'ammiraglio Horatio Nelson, alla quale Sir William non si oppose, essendo egli stesso amico ed estimatore dell'ammiraglio.
Johann Wolfgang von Goethe fa visita a Hamilton il 27 maggio 1787 e visita la sua collezione di reperti archeologici, che descrive nel suo Viaggio in Italia come disordinata e stipata nei locali sotterranei della sua abitazione. Tra questi reperti individua due candelabri di probabile provenienza pompeiana, facendo notare la scoperta a Hackert che lo invita a tacere e non indagare oltre sulla loro provenienza.

## Letteratura e cinema
La vicenda amorosa tra Nelson e Lady Hamilton è rievocata da diversi romanzi (tra cui Confessioni di una favorita di Alexandre Dumas padre) e film, tra cui Lady Hamilton (That Hamilton Woman) di Alexander Korda.
Nel 1992, la scrittrice statunitense Susan Sontag pubblicò The Volcano Lover: A Romance, in cui narrava, in maniera romanzata la vita del diplomatico e studioso inglese.